# Љесковица (Дрвар)
Љесковица је насељено мјесто у Босни и Херцеговини у Општини Дрвар које административно припада Федерацији Босне и Херцеговине. Према попису становништва из 1991. у насељу је живјело 79 становника.

## Географија
Љесковица лежи испод Шајиновца који је ограђује са запада. Сјеверна граница јој је река Љесковица, источна Унац, а на јужној страни додирује раван Жупе и Жупице. Село је углавном у низини, на онижем испруженом брежуљку. У поређењу са другим селима Љесковица је доста збијена и заузима мало простора.

## Становништво
|             | 2013.        | 1991.        | 1981.        | 1971.        |
| Укупно      | 298 (100,0%) | 646 (100,0%) | 710 (100,0%) | 801 (100,0%) |
| Срби        | 296 (99,33%) | 644 (99,69%) | 690 (97,18%) | 798 (99,63%) |
| Хрвати      | 1 (0,336%)   | –            | –            | –            |
| Југословени | 1 (0,336%)   | –            | 20 (2,817%)  | –            |
| Остали      | –            | 2 (0,310%)   | –            | 3 (0,375%)   |